# A.C. Bang
 For alternative betydninger, se A.C. Bang (flertydig). (Se også artikler, som begynder med A.C. Bang)
A.C. Bang er en dansk buntmagervirksomhed, stiftet 6. september 1816 af Jørgen Daniel Bang (1790-1864). Året efter fik J.D. Bang bestalling som hofbuntmager. Han døde i 1861, hvorved bestallingen bortfaldt. Firmaet gik i arv, først til sønnen Anton Christian Bang (1823-1897) og siden 1888 til sønnesønnen Oscar Bang (1863-1923), der gav den navn efter sin fader. I 1923 blev den overtaget af sønnen, Aage Bang (1891-1955).
I 1905 fik firmaet prædikat som hofbuntmager (i 1963 ændret til kongelig hofleverandør).
I 1930'erne opførte firmaet ved arkitekt Bent Helweg-Møller et funkishus på hjørnet af Østergade og den nye Bremerholm, med firmaets vartegn på taget, en høj søjle med jagtgudinden Diana, der prøver at fange et lille pelsdyr.
Firmaet er ikke længere i familien Bangs eje.